# مارمو هوک
مارمو هوک (انگلیسی: Marco Huck؛ زادهٔ ۱۱ نوامبر ۱۹۸۴) بوکسور اهل صربستان است.